# Приєднання Башкортостану до Росії
Приє́днання Башкортоста́ну до Росі́ї — включення башкирських земель до складу Московської держави на підставі угоди.

## Загальна характеристика процесу
Питання про приєднання  історичного Башкортостану до Московщини історіографічно дискусійне, неоднозначість якого підтвердується наявністю трьох поглядів на його характеристику:
- Добровільне входження (В. М. Татищев, П. І. Ричков, М. М . Карамзін, Д. Н. Соколов, М. І. Уметбаєв, М. В. Устюгов, А. Н. Усманов, Р. Г. Кузеєв, І. Г. Акманов та ін.)
- Насильницьке (С. М. Соловйов, В. М. Вітевський, А. А. Валідов, П. Ф. Іщериков, Ш. І. Типеєв, А. П. Чулошников, А. С. Доннеллі та ін.)
- Добровільно-примусове (А. З. Асфандіяров, Н. А. Мажіт, А. Н. Султанова, В. В. Трепавлов та ін.)

Існують розбіжності у найменуванні процесу, одні називають його «входженням», інші – «приєднанням». Також виникають дискусії щодо визначення точної дати та існують альтернативні версії цього історичного факту.

## Історія
У середині XVI століття територія історичного Башкортостану перебувала у складі таких держав: Ногайської Орди, Астраханського, Казанського і Сибірського ханств. Цей факт засвідчує неодночасне прийняття ними московського підданства і значну ускладненість процесу.
Після завоювання Казанського ханства цар Іван IV звернувся до башкирів із пропозицією добровільно увійти до складу Московського царства.
У той самий час у Ногайській орді в середині XVI століття політична обстановка була нестійкою. На башкирські землі колишнього Казанського ханства почали претендувати різні групи ногайських мурз і сибірські правителі. Почалися міжусобні війни, які посилювали стихійні лиха в регіоні: голод і чума. . До другої половини XVI століття належить відхід ногаїв з території Башкортостану за Волгу і далі на захід у напрямку Кубані, або на південь, в райони Каспійського і Аральського морів.
Під час народних зборів (їїнів) башкирських родів було обрано представників і споряджено посольство в Казань, а потім і у Москву для ведення переговорів. 1554 року Айзуак-бій від башкирських племен уран та гайна їздив до Казані на прийом до намісника Івана IV, привіз грамоту, яка підтверджувала прийняття гайнинцями підданства російського царя на умовах збереження вотчинного володіння землями племені.
У 1554-1557 рр. перемовини з царським намісником в Казані боярином О. Б. Горбатим-Шуйським спочатку вели колишні піддані Казанського ханства — північно-західні башкири: байлар, буляр, гайна, іректе, каратабин, уран, а потім центральні племена башкирів: мін і юрмати, південно-східні: бурзян,  кипсак,  там'ян, усерган, східні: табин, кудей та інші.
Прикінцевим етапом входження башкирів до складу Московської держави була поїздка в 1557 році їхніх послів до Москви, де завершилися переговори з московською владою, і башкири отримали жалувані грамоти від царя Івана IV. У грамотах було викладено основні умови приєднання, провідникам башкирських племен даровано титули тарханів і князів, а деяких призначено старостами. Грамоти царя Івана IV були договором між Московською державою і башкирами.
Частину зауральських (північно-східних) башкирів було приєднано в ході боротьби військ Кучумовичів з московськими, тобто наприкінці XVI — початку XVII століття, після припинення існування Сибірського ханства.

## Умови приєднання
У башкирських шежере неодноразово проходить думка не тільки про мирний характер приєднання башкирів, але й про договірні відносини з царською владою, про певні умови входження і про їхню незмінність в односторонньому порядку. Царський уряд гарантував мирне життя, спільне відбиття ворожих агресій, дотримання вотчинного права башкирів, свободу віросповідання, невтручання у внутрішні справи і збереження місцевого самоврядування. А башкири визнавали себе підданими Московської держави, зобов'язувалися нести військову повинність і виплачувати ясак.

## Значення
Підсумком приєднання стало значне розширення території і збільшення населення Московської держави. У Башкортостані припинилися міжусобні війни, заклалися умови розвитку промисловості. Але водночас башкири втратили можливість створення окремої національної держави.
Дещо пізніше царська влада порушила деякі умови договорів. Це такі порушення, як захоплення вотчинних земель, збільшення податків, знищення самоврядування, примусова християнізація тощо. Це нерідко приводило до повстань башкирів.
У своїх наказах і виступах в ході засідань Уложенної комісії башкирські депутати Туктамиш Іжбулатов і Базаргул Юнаєв неодноразово покликалися на жалувані грамоти, отримані при входженні до складу Московщини.. У підсумку винятковість відносин башкирів і Росії було відображено в «Соборному Уложенні» 1649 року, де у башкирів під страхом конфіскації майна і государевої опали заборонялося «…бояром, околничим, и думным людям, и стольникам, и стряпчим и дворяном московским и из городов дворяном и детям боярским и всяких чинов русским людям поместным всяких земель не покупать и не менять и в заклад, и сдачею и в наём на многие годы не имать.»
Події приєднання Башкортостану зафіксовано в Башкирському шежере і відображено у творах башкирського фольклору. У республіці в 1957 і 2007 роках проходили урочисті заходи та наукові конференції, присвячені 400-й і 450-й річниці приєднання Башкортостану до Росії. На честь цієї події в Уфі встановлено Монумент Дружби.